# Drevleni

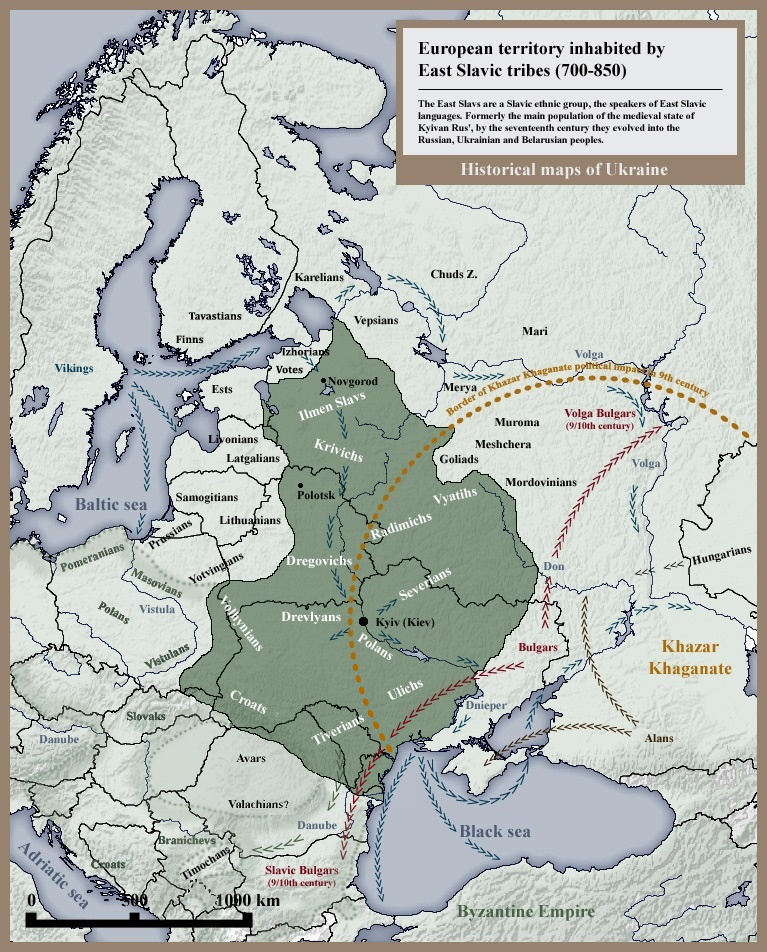
Teritoriul european locuit de triburile slave în secolele VIII și IX

Drevlenii (în ucraineană Древляни, transliterat: Drevliany, în rusă Древля́не, transliterat: Drevlyane) au fost un trib de slavi estici din secolul al VI-lea până în secolul al X-lea. Aceștia au locuit în Polesia și în Ucraina de pe malul drept, în vestul polonilor estici și de-a lungul cursului inferior al râurilor Teteriv, Uj, Ubort și Stviga. Spre vest, teritoriile drevlenilor au ajuns până la râul Sluch, până la Volânia și  Bugul de Sud. La nord, vecinii drevlenilor erau dregovicii (în ucraineană дреговичі, în rusă дреговичи).

## Etnonim
Numele lor este derivat din slavul drevo / древо sau derevo/дерево, care înseamnă „lemn” și „copac”, deoarece locuiau în păduri. Numele lor poate fi redat ca „locuitorii din pădure”. Nestor Cronicarul (1056–1114) a menționat că acei slavi care s-au instalat pe câmpurile deschise au fost numiți Poliani (după pole/поле, însemnând „câmp”), iar cei din zonele împădurite Drevleni.

## Așezări
Drevlenii au lăsat multe urme arheologice, cum ar fi așezări agricole cu locuințe pe jumătate în pământ (Землянка), terenuri funerare cu și fără movile, orașe fortificate cum ar fi Vruciî (astăzi Ovruci), Gorodsk, locul unei așezări antice în apropiere de Malîn (se presupune că ar fi fost o reședință a prințului Mal) și altele. Orașul principal al drevlenilor a fost Iskorosten (azi Korosten), unde încă se poate vedea o grupare de așezări antice compacte. Dupa ce Rusia Kieveană i-a cucerit, Iskorosten a fost ars din temelii de Olga din Kiev și capitala a fost mutată la Ovruci. La la sfârșitul primului mileniu, drevlenii au dezvoltat foarte bine agricultura și artizanatul. 

## Istorie

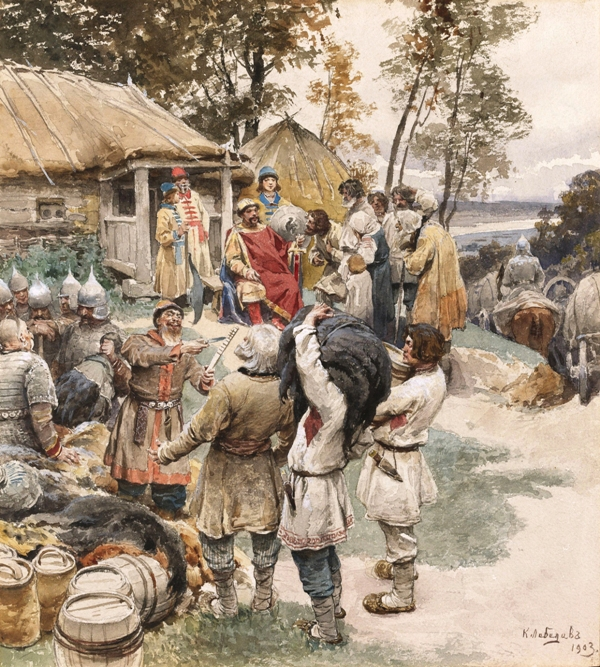
Igor din Kiev colectând tributul, imagine de Klavdiu Lebedev (1852-1916).

Drevlenii s-au opus inițial Rusiei Kievene. Conform mai multor cronici, pe vremea lui Kîi, Șcek și Horîv (despre care se presupune că au fost fondatorii Kievului), drevlenii aveau propria lor conducere domnească și se aflau frecvent în război cu tribul polanilor. În 883, prințul Oleg din Novgorod le-a impus drevlenilor să plătească tribut Kievului. În 907, drevlenii au luat parte la campania militară a Kievului împotriva Imperiului Roman de Răsărit. 

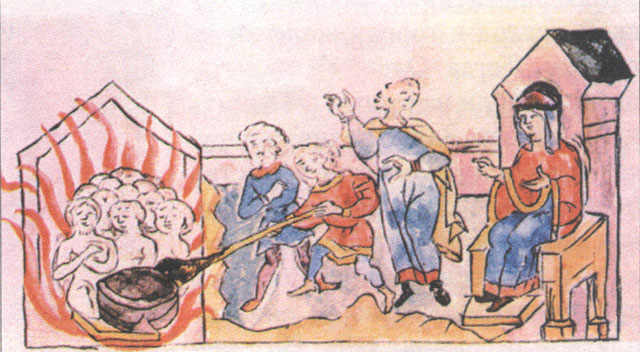
Răzbunarea Olgăi pentru asasinarea soțului ei.

După moartea lui Oleg, în 912, drevlenii au încetat să mai plătească tribut. Șeful de război vareg, Sveneld, (aflat inițial în slujba lui Sviatoslav I) i-a făcut să-i plătească lui tribut. Succesorul lui Oleg, Igor, a încercat să le ceară tributul după Sveneld, dar drevlenii s-au revoltat și l-au ucis în 945. Văduva lui Igor, Olga, a răzbunat moartea soțului său într-o manieră extrem de aspră, ucigând ambasadorii și nobilimea drevlenilor, arzând capitala Iskorosten din temelii și distrugând alte orașe. După ce i-au subjugat pe drevleni, Olga le-a transformat teritoriile într-un apanaj al Kievului cu centrul la Vruciî.
Ultima mențiune contemporană a drevlenilor a apărut într-o cronică din 1136, când Marele Prinț Iaropolk Vladimirovici de la Kiev le-a dat pământurile Bisericii Adormirea Maicii Domnului din Kiev (Десятинная церковь). 

## Dovezi arheologice
Pentru prima dată, zona de răspândire a drevlenilor pe baza mormintelor acestora a fost dedusă de V. B. Antonovici în a doua jumătate a secolului XIX. Având în vedere mormintelor acestora, acesta a determinat zona așezării lor de la cursul mijlociu al râului Sluchae în vest până la mijlocul cursului Niprului în est.

## Antropologie
Drevlenii au fost caracterizați ca având față largă și cap mesocefalic.

## În literatură
Drevlenii sunt descriși în lucrări dedicate lui Igor al Kievului și Olgăi din Kiev, ca de exemplu:  Nunta sângeroasă de la Kiev (1866) de Leopold von Sacher-Masoch  sau Pieptenele lui Kniahynia de Petro Haivoronskyі (2015).